# Шилово (Вышневолоцкий район)
Шилово — посёлок в Вышневолоцком районе Тверской области. Входит в состав Коломенского сельского поселения.

## История
В 1965 г. Указом Президиума ВС РСФСР посёлок № 4 переименован в Шилово.

## Население
| 2010 |
| ---- |
| 21   |